# Allan Ayala
Allan Ayala (ur. 7 lipca 1986) – gwatemalski lekkoatleta specjalizujący się w biegu na 400 metrów przez płotki.
Regularnie reprezentuje swój start w dużych międzynarodowych imprezach lekkoatletycznych, jednak bez większych sukcesów. Swój jedyny start podczas mistrzostw świata (Osaka 2007) zakończył na eliminacjach – 6. miejsce w swoim biegu i czas 52,26 nie dał mu awansu do następnej rundy.

## Rekordy życiowe
- bieg na 400 m przez płotki - 50,16 (2009) rekord Gwatemali
- bieg na 400 m – 48,05 (2007) rekord Gwatemali
- bieg na 400 m (hala) – 50,28 (2010) rekord Gwatemali